# CIA-gate
Il CIA-gate (chiamato negli Stati Uniti Plame affair o Plamegate) fu uno scandalo politico e giudiziario che scoppiò negli Stati Uniti nel 2003.

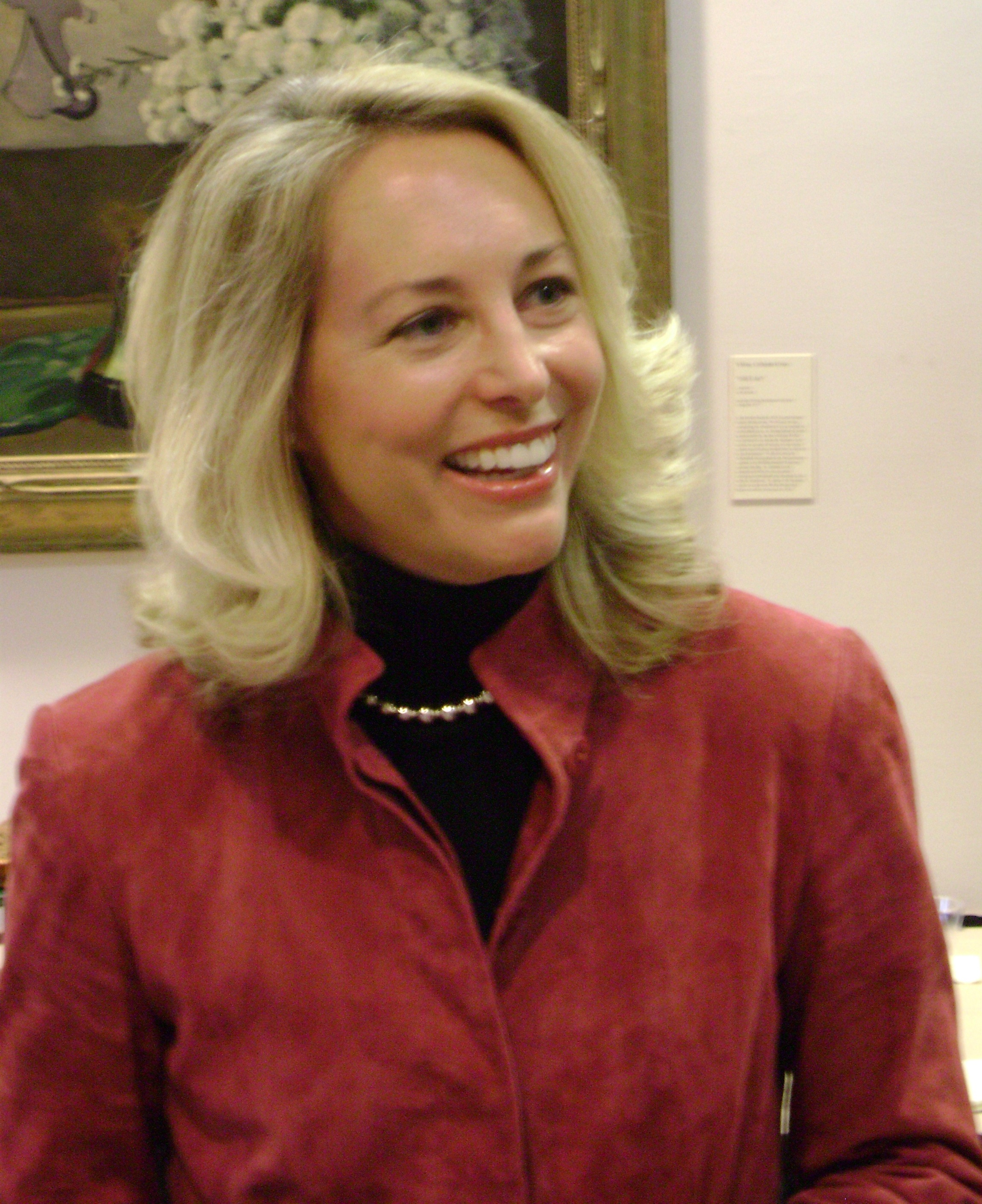
Valerie Plame Wilson nel 2008

## La vicenda
La vicenda riguardò l'accusa rivolta ad alcuni funzionari del governo statunitense di aver rivelato informazioni riservate su Valerie E. Wilson (nome da nubile Valerie Plame), svelando il suo impiego come agente al servizio della CIA (Non-official cover), con l'incarico di condurre indagini segrete sulla proliferazione delle armi di distruzione di massa.
Il marito di Valerie Plame, Joseph C. Wilson, accusò alcuni membri dell'Amministrazione Bush di aver intenzionalmente lasciato trapelare alla stampa l'identità segreta della moglie per vendetta politica, dopo le critiche da lui mosse all'amministrazione in un editoriale pubblicato sul New York Times il 6 luglio 2003.

## L'inchiesta giudiziaria
Le accuse di Wilson portarono a un'inchiesta federale e al conseguente arresto - con l'accusa di falsa testimonianza e ostacolo alla giustizia - di Scooter Libby (ex-capo dello staff del Vicepresidente Dick Cheney), nonché a un'azione civile intentata dai coniugi Wilson.
Alcuni dei testi-chiave sentiti durante l'inchiesta erano chiamati in causa dalle deposizioni dei giornalisti Judith Miller ("New York Times"), Matt Cooper ("Time") e Robert Novak ("Washington Post"), per le quali per la prima volta il procuratore si era valso della possibilità dell'arresto monitorio allo scopo di acquisire le fonti degli articoli che citavano la Plame. "Ad aumentare la suspense c'è il tam tam innescato dal "Daily News" con le indiscrezioni sull'esistenza di un super-testimone - che secondo alcune fonti sarebbe John Hannah, ex collaboratore di Cheney e di John Bolton - che avrebbe scelto di collaborare con il Gran giurì per svelare i retroscena della guerra di potere interna alla Casa Bianca che precedette l'attacco all'Iraq. (...) A tenere in ambasce Casa Bianca, Congresso e grandi media è un mastino del foro come il procuratore Patrick Fitzgerald, classe 1961, laureato a Harvard, appassionato di matematica e riuscito ad affermarsi nella gestione di casi proibitivi: nel 1993 aiutò a mettere assieme le prove contro John Gambino che aiutarono a smantellare la cosca mafiosa, l'anno seguente guidò l'accusa contro lo sceicco Omar Abdel Rahman per l'attentato del 1993 alle Torri Gemelle e nel 2000 portò di fronte ad un tribunale di Manhattan i miliziani di Al Qaeda accusati per gli attentati contro le ambasciate Usa in Africa Orientale nel 1998".

## La condanna di Libby
Al termine del processo, il 5 giugno 2007 Libby fu condannato a 30 mesi di carcere (l'accusa aveva chiesto 36 mesi).
"Il giudice Reggie Walton ha così accolto le richieste del procuratore a dispetto dell´appello degli avvocati di Libby, che speravano in una pena più mite per i "servizi resi alla nazione" durante la sua carriera. La difesa aveva presentato decine di lettere scritte da elementi di spicco dell´amministrazione Bush in difesa di Libby, da Donald Rumsfeld a John Bolton e Paul Wolfowitz. «Non possiamo privilegiare una categoria di persone perché lavorano per il governo», ha commentato il procuratore Patrick Fitzgerald".
Il funzionario fu ritenuto colpevole di falsa testimonianza e di ostacolo alle indagini riguardanti la fuga di notizie in seno alla CIA. Libby divenne il funzionario della Casa Bianca di più alto livello condannato a scontare una pena carceraria dai tempi dello scandalo Iran-Contras.
Il 1º luglio 2007 Libby fu graziato dal presidente George W. Bush, il quale commutò unilateralmente la sua pena, giudicata "eccessiva", in 250.000 dollari di sanzione pecuniaria e due anni di libertà condizionata. Appena prima, una corte di Washington aveva negato a Libby la possibilità di evitare il carcere per la durata del processo d'appello.